# Fenerbahce devosi
Fenerbahce devosi är en centralafrikansk fiskart bland de äggläggande tandkarparna beskriven av Sonnenberg, Woeltjes & van der Zee, 2011. Den lever endemiskt i Lualabas flodbäcken i Kongo-Kinshasa.

## Utseende
Även vuxna individer av arten är små, och blir som vuxna endast cirka 26 millimeter långa.

## Livscykel
Fenerbahce devosi räknas som en så kallad halvannuella art, som lever i områden där vattendragen vissa år delvis torkar ut under torrperioden. De har därför utvecklat en egenskap som gör att äggen kan klara sig i bottensedimentet även om vattnet torkat ut, varefter äggen sedan kläcks under regnperioden. Denna äggens viloperiod kallas diapaus. Till skillnad från de släkten av äggläggande tandkarpar som hör till årstidsfiskarna – också kallade annuella arter – vilka lever i områden där allt vatten alltid torkar ut under torrperioden, så kan äggen hos de halvanuella Fenerbahce dock överleva även utan fullständig torka och diapaus.

## Etymologi
Släktnamnet Fenerbahce är sammansatt av de två turkiska orden fener ("fyr", "lanterna") och bahçe (trädgård). Artnamnet devosi gavs för att hedra Luc De Vos, som före sin död arbetade som försteintendent vid den iktyologiska avdelningen vid Kenyas nationalmuseum.